# Bohdan Gonsior
Bohdan Gonsior (* 16. února 1937 Chořov, Polsko) je bývalý polský sportovní šermíř, který se specializoval na šerm kordem. Polsko reprezentoval v šedesátých a sedmdesátých letech. Na olympijských hrách startoval v roce 1960, 1964, 1968 a 1972 v soutěži jednotlivců a družstev. V soutěži jednotlivců skončil nejlepe na pátém místě na olympijských hrách 1964. V roce 1966 obsadil třetí místo na mistrovství světa v soutěži jednotlivců. S polským družstvem kordistů vybojoval na olympijských hrách v roce 1968 bronzovou olympijskou medaili a v roce 1963 titul mistra světa.